# Norops pachypus
Norops pachypus este o specie de șopârle din genul Norops, familia Polychrotidae, descrisă de Cope 1876. A fost clasificată de IUCN ca specie cu risc scăzut. Conform Catalogue of Life specia Norops pachypus nu are subspecii cunoscute.